# Richard Kandt
Pour les articles homonymes, voir Kandt.

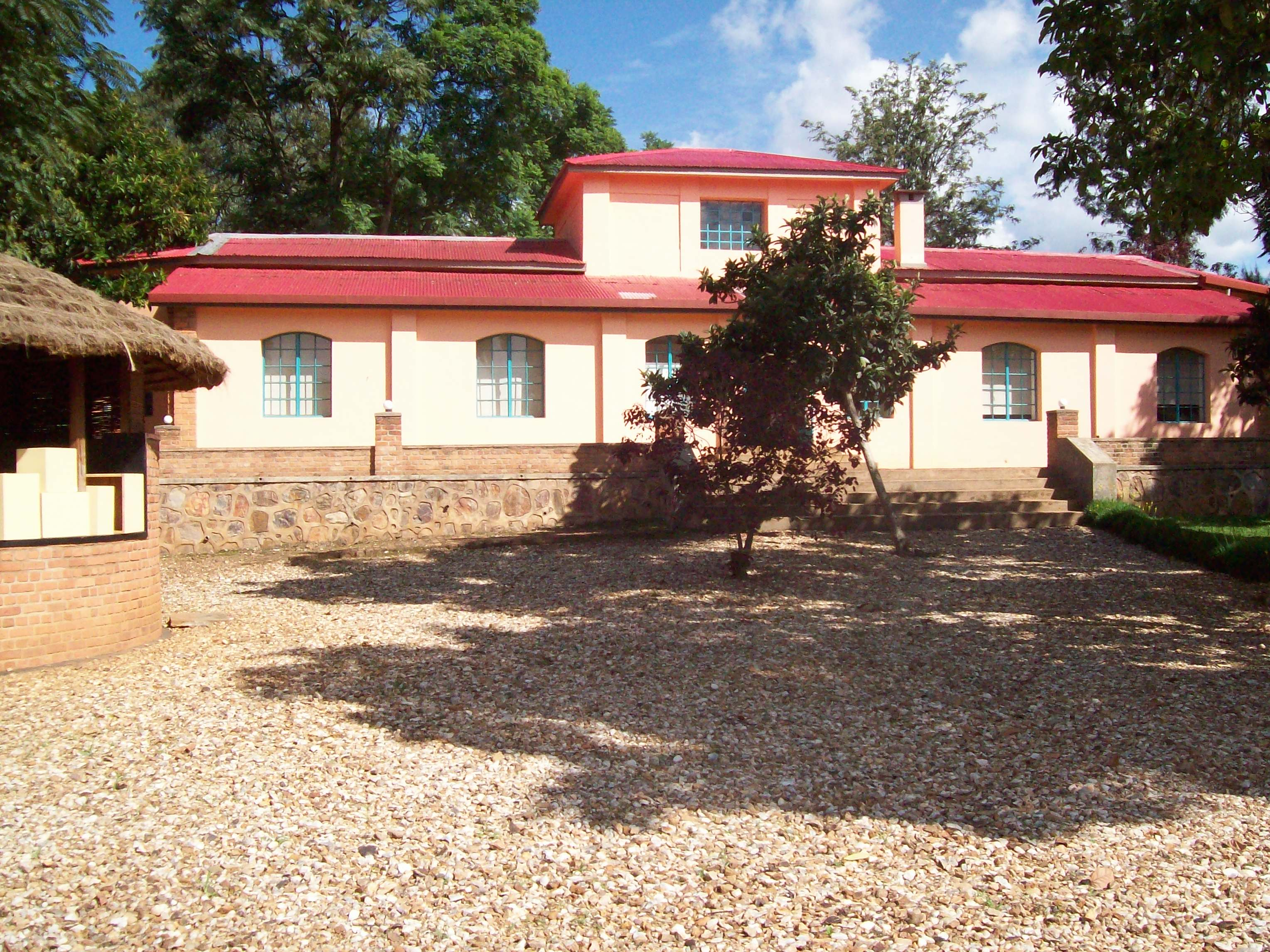
Maison de Kandt à Kigali, aujourd'hui transformée en musée d'histoire naturelle.

Richard Kandt, né le 17 décembre 1867 à Posen (en province de Posnanie) et mort le 29 avril 1918 à Nuremberg, est un médecin allemand d'origine prussienne, explorateur de l'Afrique. Il est le fondateur de Kigali, l'actuelle capitale du Rwanda.

## Biographie
Il poursuit ses études de médecine et exerce la psychiatrie à Bayreuth et à Munich. Entre 1897 et 1907, il explore le nord-ouest de l'Afrique orientale allemande. En 1908, il devient « résident » pour le gouverneur, chargé d'administrer la région du Ruanda et il fonde Kigali, où son souvenir est encore vif aujourd'hui. Sa maison, qui est aujourd'hui transformée en musée d'histoire naturelle, présente une salle entièrement consacrée à l'histoire de Kandt.
Il découvre en 1898 l'une des sources du Nil dans la forêt du Nyungwe donnant naissance au Nyabarongo.  
Richard Kandt est l'auteur d'un journal de voyage, Caput Nili : eine empfindsame Reise zu den Quellen des Nils, publié en 1904, non traduit en français à ce jour. Il y décrit ses expéditions à la recherche des sources du Nil et ses explorations du lac Kivu.
Richard Kandt était ami depuis l'année 1900 de Richard Voss qui l'évoque dans ses Souvenirs de 1922.
Richard Kandt meurt le 29 avril 1918 dans un hôpital militaire de Nuremberg des suites d'un gazage subi à cause de la guerre.
Il laisse également des poèmes publiés de manière posthume.